# Elizabeth Bangs Bryant
Pour les articles homonymes, voir Bryant.
Elizabeth Bangs Bryant est une arachnologiste américaine née le 7 avril 1875 et morte le 6 janvier 1953.
Elle était une spécialiste des araignées des Antilles, et a également particulièrement étudié l'arachnofaune de Nouvelle-Angleterre.
Elle a travaillé au muséum de zoologie comparée de l'université Harvard.

## Taxons nommés en son honneur
- Cleocnemis bryantae (Gertsch, 1933)
- Cicurina bryantae Exline, 1936
- Clubiona bryantae Gertsch, 1941
- Pirata bryantae Kurata, 1944
- Bryantella Chickering, 1946
- Mallos bryantae Gertsch, 1946
- Anyphaena bryantae Roewer, 1951
- Agalenocosa bryantae (Roewer, 1951)
- Tetragnatha bryantae Roewer, 1951
- Josa bryantae (Caporiacco, 1955)
- Cyrtognatha bryantae (Chickering, 1956)
- Wulfila bryantae Platnick, 1974
- Anopsicus bryantae Gertsch, 1982
- Araneus bryantae Brignoli, 1983
- Scaphiella bryantae Dumitrescu & Georgescu, 1983
- Araneus elizabethae Levi, 1991
- Cyrtopholis bryantae Rudloff, 1995
- Prodidomus bryantae Alayón, 1995

## Quelques Taxons décrits
- Agobardus blandus Bryant, 1947
- Agobardus brevitarsus Bryant, 1943
- Agobardus fimbriatus Bryant, 1940
- Agobardus keyserlingi Bryant, 1940
- Agobardus mandibulatus Bryant, 1940
- Agobardus mundus Bryant, 1940
- Agobardus obscurus Bryant, 1943
- Agobardus perpilosus Bryant, 1943
- Agobardus prominens Bryant, 1940
- Allodecta Bryant, 1950
- Allodecta maxillaris Bryant, 1950
- Anasaitis Bryant, 1950
- Anasaitis decoris Bryant, 1950
- Anasaitis scintilla Bryant, 1950
- Antillattus Bryant, 1943
- Antillattus gracilis Bryant, 1943
- Antillattus placidus Bryant, 1943
- Antillognatha Bryant, 1945
- Antillognatha lucida Bryant, 1945
- Anyphaena bispinosa Bryant, 1940
- Anyphaena darlingtoni Bryant, 1940
- Anyphaena decora Bryant, 1942
- Anyphaena diversa Bryant, 1936
- Anyphaena modesta Bryant, 1948
- Anyphaena pusilla Bryant, 1948
- Caribattus Bryant, 1950
- Cubanopyllus inconspicuus (Bryant, 1940)
- Cymbachina Bryant, 1933
- Dinattus Bryant, 1943
- Dinattus erebus Bryant, 1943
- Dinattus heros Bryant, 1943
- Dinattus minor Bryant, 1943
- Drymusa simoni Bryant, 1948
- Emertonella Bryant, 1945
- Emertonella emertoni (Bryant, 1933)
- Hamataliwa maculipes (Bryant, 1923)
- Hentzia antillana Bryant, 1940
- Hentzia audax Bryant, 1940
- Hentzia mandibularis (Bryant, 1943)
- Hentzia tibialis Bryant, 1940
- Heteroonops validus (Bryant, 1948)
- Hispanognatha Bryant, 1945
- Hispanognatha guttata Bryant, 1945
- Hogna reducta (Bryant, 1942)
- Lomaita Bryant, 1948
- Lomaita darlingtoni Bryant, 1948
- Lycosa insulana (Bryant, 1923)
- Maeotella Bryant, 1950
- Menemerus kochi Bryant, 1942
- Modisimus concolor Bryant, 1940
- Modisimus elevatus Bryant, 1940
- Modisimus elongatus Bryant, 1940
- Modisimus femoratus Bryant, 1948
- Modisimus fuscus Bryant, 1948
- Modisimus ovatus Bryant, 1940
- Modisimus pavidus Bryant, 1940
- Modisimus vittatus Bryant, 1948
- Notiodrassus Bryant, 1935
- Notiodrassus distinctus Bryant, 1935
- Oonopoides Bryant, 1940
- Oonopoides maxillaris Bryant, 1940
- Paradecta Bryant, 1950
- Paradecta darlingtoni Bryant, 1950
- Paradecta festiva Bryant, 1950
- Paradecta gratiosa Bryant, 1950
- Paradecta valida Bryant, 1950
- Parasaitis Bryant, 1950
- Parasaitis femoralis Bryant, 1950
- Paratheuma Bryant, 1940
- Parathiodina Bryant, 1943
- Parathiodina compta Bryant, 1943
- Plectophanes Bryant, 1935
- Plectophanes frontalis Bryant, 1935
- Pseudosparianthis antiguensis Bryant, 1923
- Scaphioides Bryant, 1942
- Scaphioides nitens (Bryant, 1942)
- Scaphioides reducta Bryant, 1942
- Selenops trifidus Bryant, 1948
- Sergiolus magnus Bryant, 1948
- Sidusa pavida Bryant, 1942
- Sidusa stoneri Bryant, 1923
- Stenoonops pretiosus (Bryant, 1942)
- Thallumetus parvulus Bryant, 1942
- Trujillina Bryant, 1948
- Trujillina hursti (Bryant, 1948)
- Trujillina isolata (Bryant, 1942)
- Trujillina spinipes Bryant, 1948